# Lista monumentelor istorice din județul Brașov - F

Simbol pentru monumentele istorice

Lista monumentelor istorice din județul Brașov - F cuprinde monumentele istorice înscrise în Patrimoniul cultural național al României și aflate în localități ce încep cu litera F din județul Brașov.
Lista completă este menținută și actualizată periodic de către Ministerul Culturii, Cultelor și Patrimoniului Național din România, prin intermediul Institutului Național al Patrimoniului, ultima versiune datând din 2015. Această listă cuprinde și actualizările ulterioare, realizate prin ordin al ministrului culturii.
| Cod LMI                               | Denumire                                                                        | Localitate                      | Localizare | Datare, Creatori                                                            | Imagine               | Erori             |
| ------------------------------------- | ------------------------------------------------------------------------------- | ------------------------------- | --- | --------------------------------------------------------------------------- | --------------------- | ----------------- |
| BV-I-s-A-11277 (RAN: 42138.01)        | Situl arheologic de la Feldioara, punct „Cetățeaua”                             | sat Feldioara; comuna Ucea      | „Cetățeaua” 45.79841°N 24.69016°E |                                                                             | Încarcă foto \| video | Raportează eroare |
| BV-I-m-A-11277.01 (RAN: 40964.01.02)  | Așezare civilă romană                                                           | sat Feldioara; comuna Ucea      | „Cetățeaua”, la 300 m S de sat, pe malul drept al Oltului 45.82028°N 25.60583°E | sec. II - III p. Chr., Epoca romană                                         | Încarcă foto \| video | Raportează eroare |
| BV-I-m-A-11277.02 (RAN: 40964.01.01)  | Castrul roman                                                                   | sat Feldioara; comuna Ucea      | „Cetățeaua”, la 300 m S de sat, pe malul drept al Oltului 45.82028°N 25.60583°E | sec. II - III p. Chr., Epoca romană                                         | Încarcă foto \| video | Raportează eroare |
| BV-I-m-A-11277.03 (RAN: 40964.01.03)  | Burgus roman (Goldburg)                                                         | sat Feldioara; comuna Ucea      | „Cetățeaua”, la 300 m S de sat, pe malul drept al Oltului 45.82028°N 25.60583°E | sec. II - III p. Chr., Epoca romană                                         | Încarcă foto \| video | Raportează eroare |
| BV-II-a-B-11674 (RAN: 40287.12)       | Ansamblul urban „Zona de nord a orașului”                                       | municipiul Făgăraș              | Delimitare: S - Bd. Unirii; V - str. Perțea Titu, str. Pălărierilor; N - Piața Mihai Viteazul; E - str. Doamna Stanca | sec. XVIII - înc.sec. XX                                                    |                       | Raportează eroare |
| BV-II-a-B-11675 (RAN: 40287.13)       | Ansamblul urban „Zona Morii”                                                    | municipiul Făgăraș              | Delimitare: N - Bd. Unirii; E - str. Pe Vale, str. Câmpului, str. Morii; S-str. Coșbuc George, până la intersecția cu str. Parcului, str. Râului; V - str. Școlii până la Școala Generală și limita parcului Bisericii Reformate. | sec. XVIII - înc.sec. XIX                                                   |                       | Raportează eroare |
| BV-II-a-B-11676 (RAN: 40287.11)       | Mănăstirea franciscană                                                          | municipiul Făgăraș              | Str. Alecsandri Vasile 1 45.84228°N 24.97738°E | 1721                                                                        |                       | Raportează eroare |
| BV-II-m-B-11676.01 (RAN: 40287.11.01) | Biserică                                                                        | municipiul Făgăraș              | Str. Alecsandri Vasile 1 | 1721                                                                        |                       | Raportează eroare |
| BV-II-m-B-11676.02 (RAN: 40287.11.02) | Claustru                                                                        | municipiul Făgăraș              | Str. Alecsandri Vasile 1 | 1721                                                                        |                       | Raportează eroare |
| BV-II-m-B-11677                       | Casă                                                                            | municipiul Făgăraș              | Str. Bălcescu Nicolae 29 | 1920 - 1940                                                                 |                       | Raportează eroare |
| BV-II-m-B-11678                       | Casă                                                                            | municipiul Făgăraș              | Str. Bălcescu Nicolae 47 | 1920                                                                        |                       | Raportează eroare |
| BV-II-m-B-11679                       | Casă                                                                            | municipiul Făgăraș              | Str. Bălcescu Nicolae 49 | sec. XVIII                                                                  |                       | Raportează eroare |
| BV-II-m-B-11680                       | Casă                                                                            | municipiul Făgăraș              | Str. Bălcescu Nicolae 51 | sec. XVIII                                                                  |                       | Raportează eroare |
| BV-II-m-B-11681                       | Casă                                                                            | municipiul Făgăraș              | Str. Bălcescu Nicolae 53 | sec. XVIII                                                                  | Alte imagini          | Raportează eroare |
| BV-II-m-B-11682 (RAN: 40287.08)       | Biserica „Sf. Treime”                                                           | municipiul Făgăraș              | Str. Codru-Drăgușanu Ion 7 | 1783 - 1791                                                                 |                       | Raportează eroare |
| BV-II-m-B-11683                       | Casă                                                                            | municipiul Făgăraș              | Str. Doamna Stanca 24 | înc. sec. XX                                                                |                       | Raportează eroare |
| BV-II-m-B-11684                       | Fosta Prefectură, azi Poliție                                                   | municipiul Făgăraș              | Str. Doamna Stanca 30 | sec. XIX                                                                    | Alte imagini          | Raportează eroare |
| BV-II-m-B-11685                       | Casă                                                                            | municipiul Făgăraș              | Str. Doamna Stanca 44 | sec. XIX                                                                    | Alte imagini          | Raportează eroare |
| BV-II-m-B-11686                       | Banca Națională - filiala Făgăraș                                               | municipiul Făgăraș              | Str. Eminescu Mihai 14 45.84332°N 24.96943°E | sec. XIX                                                                    | Alte imagini          | Raportează eroare |
| BV-II-a-A-11687 (RAN: 40287.04)       | Cetatea Făgăraș                                                                 | municipiul Făgăraș              | Piața Mihai Viteazul 45.84527°N 24.97361°E | sec. XIV - XVIII                                                            | Alte imagini          | Raportează eroare |
| BV-II-m-A-11687.01 (RAN: 40287.04.01) | Castelul cu turnurile de colț - incinta interioară                              | municipiul Făgăraș              | Piața Mihai Viteazul 45.84531°N 24.97372°E | sec. XIV - XVIII                                                            |                       | Raportează eroare |
| BV-II-m-A-11687.02 (RAN: 40287.04.02) | Incinta bastionară (incinta exterioară), cu turnul de poartă și clădirile anexe | municipiul Făgăraș              | Piața Mihai Viteazul | sec. XIV - XVIII                                                            |                       | Raportează eroare |
| BV-II-m-A-11687.03 (RAN: 40287.04.03) | Șanț cu apă                                                                     | municipiul Făgăraș              | Piața Mihai Viteazul | sec. XIV - XVIII                                                            |                       | Raportează eroare |
| BV-II-m-B-11688                       | Casa dr. Giurcă, azi Casa Căsătoriilor                                          | municipiul Făgăraș              | Piața Mihai Viteazul 2 | înc. sec. XX                                                                |                       | Raportează eroare |
| BV-II-m-B-11689                       | Baia comunală                                                                   | municipiul Făgăraș              | Piața Mihai Viteazul 39 | înc. sec. XX                                                                | Alte imagini          | Raportează eroare |
| BV-II-m-B-11690                       | Școala Normală, azi Cercul Militar                                              | municipiul Făgăraș              | Str. Tăbăcari 13 | sec. XIX                                                                    | Alte imagini          | Raportează eroare |
| BV-II-m-A-11691 (RAN: 40287.07)       | Biserica reformată                                                              | municipiul Făgăraș              | Bd. Unirii 17 | 1712 - 1715                                                                 |                       | Raportează eroare |
| BV-II-m-A-11692 (RAN: 40287.06)       | Biserica „Sf. Nicolae” - Brâncoveanu                                            | municipiul Făgăraș              | Str. Tudor Vladimirescu 16 45.83994°N 24.97828°E | 1697 - 1698 Preda Zugravul din Câmpulung, fii săi, Preda, Teodosie (pictor) |                       | Raportează eroare |
| BV-II-m-A-11693                       | Casa Inocențiu Micu Klein                                                       | municipiul Făgăraș              | Str. Tudor Vladimirescu 35 | 1727                                                                        |                       | Raportează eroare |
| BV-II-a-A-11694 (RAN: 40964.05)       | Ansamblul bisericii evanghelice                                                 | sat Feldioara; comuna Feldioara | Str. Goga Octavian 45.82027°N 25.60611°E | sec. XIII-XIX                                                               | Alte imagini          | Raportează eroare |
| BV-II-m-A-11694.01 (RAN: 40964.05.01) | Biserica evanghelică                                                            | sat Feldioara; comuna Feldioara | Str. Goga Octavian | sec. XIII, sec. XV, sec. XVIII                                              |                       | Raportează eroare |
| BV-II-m-A-11694.02                    | Zid incintă                                                                     | sat Feldioara; comuna Feldioara | Str. Goga Octavian | sec. XIX                                                                    |                       | Raportează eroare |
| BV-II-a-A-11695 (RAN: 40964.12)       | Cetatea Feldioarei                                                              | sat Feldioara; comuna Feldioara | Str. Goga Octavian 45.82027°N 25.60611°E | sec. XIII-XV                                                                | Alte imagini          | Raportează eroare |
| BV-II-m-A-11696 (RAN: 40964.11)       | Biserica „Sfântul Ioan Botezătorul”                                             | sat Feldioara; comuna Feldioara | Str. Iorga Nicolae 15 | 1788                                                                        | Alte imagini          | Raportează eroare |
| BV-II-a-B-11697 (RAN: 41970.09)       | Ansamblul bisericii evanghelice fortificate                                     | sat Felmer; comuna Șoarș        | Str. Principală 205 45.92888°N 25.01138°E | sec. XIII - XVIII                                                           | Alte imagini          | Raportează eroare |
| BV-II-m-B-11697.01 (RAN: 41970.09.01) | Biserica evanghelică fortificată                                                | sat Felmer; comuna Șoarș        | Str. Principală 205 | sec. XIII - XVIII                                                           |                       | Raportează eroare |
| BV-II-m-B-11697.02 (RAN: 41970.09.02) | Incintă fortificată cu două turnuri                                             | sat Felmer; comuna Șoarș        | Str. Principală 205 | sec. XV - XVIII                                                             |                       | Raportează eroare |
| BV-II-a-A-11698 (RAN: 40410.03)       | Ansamblul bisericii evanghelice fortificate                                     | sat Fișer; orașul Rupea         | 108 | sec. XV - XIX                                                               |                       | Raportează eroare |
| BV-II-m-A-11698.01 (RAN: 40410.03.02) | Biserica evanghelică                                                            | sat Fișer; orașul Rupea         | 108 | sec. XV, sec. XVI, 1894                                                     | Încarcă foto \| video | Raportează eroare |
| BV-II-m-A-11698.02 (RAN: 40410.03.01) | Incintă fortificată, cu două turnuri și zwinger                                 | sat Fișer; orașul Rupea         | 108 | sec. XV - XVI                                                               | Încarcă foto \| video | Raportează eroare |
| BV-II-m-B-11699                       | Biserica „Adormirea Maicii Domnului”                                            | sat Fundata; comuna Fundata     | 178 | 1843                                                                        | Încarcă foto \| video | Raportează eroare |
| BV-III-m-B-11859                      | Bustul lui Badea Cârțan                                                         | municipiul Făgăraș              | În fața Casei de Cultură | sec. XX Vasile Blendea (sculptor)                                           |                       | Raportează eroare |
| BV-III-m-B-11860                      | Bustul Doamnei Stanca                                                           | municipiul Făgăraș              | În fața laturii de SE a cetății | sec. XX Spiridon Georgescu (sculptor)                                       |                       | Raportează eroare |
| BV-IV-m-A-11919                       | Monumentul studenților sași căzuți în luptă în 1612                             | sat Feldioara; comuna Feldioara | La marginea SV a satului 45.8136°N 25.5878°E | 1913 Fritz Balthes (arhitect)                                               |                       | Raportează eroare |